# Black Butterfly (Steve Walsh)
Black Butterfly è il quarto album in studio del musicista americano Steve Walsh, pubblicato nel 2017.

## Tracce
1. Born in Fire – 3:32
2. The Piper – 6:02
3. Grace and Nature – 4:11
4. Dear Kolinda – 4:59
5. Winds of War – 4:45
6. Tanglewood Tree – 5:07
7. Now Until Forever – 4:38
8. Warsaw – 4:49
9. Nothing but Nothing – 4:45
10. Hell or High Water – 5:14
11. Mercy On Me – 4:58
12. Billy Carborne is Dead – 4:52

## Formazione
- Steve Walsh – voce, tastiera,
- Tommy Denander – chitarra
- Brian Anthony – basso
- Peter Hyttergren – batteria